# لاس کابراس (شیلی)
لاس کابراس (به اسپانیایی: Las Cabras) یک شهرستان‌ در شیلی است که در کاچاپوآل واقع شده‌است. لاس کابراس ۷۴۹٫۲ کیلومترمربع مساحت و ۲۱٬۷۹۸ نفر جمعیت دارد و ۱۲۶ متر بالاتر از سطح دریا واقع شده.